# Wyspa Ellesmere’a
Wyspa Ellesmere’a (ang. Ellesmere Island, fr. Île d’Ellesmere, inuktitut: Umingmak Nuna) – należąca do Kanady wyspa w Archipelagu Arktycznym, na Oceanie Arktycznym. Administracyjnie należy do kanadyjskiego terytorium Nunavut.

## Warunki naturalne
Jej powierzchnia wynosi ok. 196,2 tys. km², co czyni ją trzecią co do wielkości wyspą Kanady i największą spośród Wysp Królowej Elżbiety. Jest najbardziej wysuniętą na północ kanadyjską wyspą, leży w Arktyce. Położona niedaleko Grenlandii, oddzielona jest od niej cieśninami: Smitha, Naresa i Robesona. Od zachodu cieśnina Nansen Sound oddziela ją od Wyspy Axela Heiberga. Krajobraz jest górzysty; znaczny obszar wyspy zajmują pokrywy lodowe. Na pozostałych terenach występuje roślinność typu tundrowego. Linia brzegowa dobrze rozwinięta, z licznymi, głęboko wciętymi fiordami.
Klimat Wyspy Ellesmere’a nie zawsze był tak surowy, jak obecnie. W pliocenie, 3,4 miliona lat temu, temperatura była wyższa o 14–22 °C niż obecnie i wyspę porastały lasy borealne, w których występował pewien gatunek wielbłąda (przypuszczalnie z rodzaju Paracamelus).

## Osadnictwo ludzkie
Jest słabo zaludniona i zamieszkiwana głównie przez ludność inuicką. Według spisu z 2001 roku populacja wyspy liczyła 168 osób. Na wyspie znajdują się trzy osady ludzkie – Alert, Eureka i Grise Fiord. Alert, znajdująca się w północnej części wyspy (na Ziemi Granta) przy stacji meteorologicznej, jest najbliższą bieguna stale zamieszkaną osadą ludzką.